# 考德威爾縣 (肯塔基州)
考德威爾縣（英語：Caldwell County）是位於美國肯塔基州西部的一個縣。面積902平方公里。根據美國2000年人口普查，共有人口13,060人。縣治普林斯頓 (Princeton)。
成立於1809年5月1日。縣名紀念第二任副州長的約翰·考德威爾 (John Caldwell)。本縣為一禁酒的縣。